# Outback
Outback er en betegnelse benyttet om australske regioner, som ligger langt væk fra civilisation. Det omfatter næsten trekvart af Australiens areal og strækker sig hovedsageligt over Northern Territory og Western Australia såvel som dele af Queensland, New South Wales og South Australia.
Store områder af den ekstrem tørre outback i det vestlige Australien, hvor der nogle gange slet ingen nedbør kan være i årevis og der om sommeren er mere end 50 °C, er fuldstændig utilgængelig. Queenslands outback derimod består delvis af uberørt tropisk regnskov. Veludviklet for turisme er derimod regnskovene i Top End, Kakadu Nationalparken såvel som halvørkenen i Red Center med Uluru-Kata Tjuta Nationalparken, hvori dennes centrum monolitten Uluru ligger.
25°S 130°Ø / 25°S 130°Ø